# قلعة الروان (كعيدنة)

تعديل مصدري - تعديل

قلعة الروان هي إحدى قرى عزلة الثلث بمديرية كعيدنة التابعة لمحافظة حجة، بلغ تعداد سكانها 120 نسمة حسب تعداد اليمن لعام 2004.